# Taeniaptera parens
Taeniaptera parens är en tvåvingeart som beskrevs av Cresson 1926. Taeniaptera parens ingår i släktet Taeniaptera och familjen skridflugor. Inga underarter finns listade i Catalogue of Life.